# Glyphuroplata
Glyphuroplata là một chi bọ cánh cứng trong họ Chrysomelidae.
Chi này được miêu tả khoa học năm 1937 bởi Uhmann.

## Các loài
Các loài trong chi này gồm:
- Glyphuroplata anisostenoides (Riley, 1985)
- Glyphuroplata nigella (Weise, 1907)
- Glyphuroplata pluto (Newman, 1841)
- Glyphuroplata uniformis (Smith, 1885)